# (76) Freia
(76) Freia – planetoida należąca do zewnętrznej części pasa głównego planetoid okrążająca Słońce w ciągu 6 lat i 116 dni w średniej odległości 3,42 j.a. Została odkryta 21 października 1862 roku w Kopenhadze przez Heinricha d’Arresta. Nazwa planetoidy pochodzi od Frei, bogini nordyckiej.